# シルシルミシルさんデー
『知って見て得する情報バラエティ シルシルミシルさんデー』（しってみてとくするじょうほうバラエティ シルシルミシルさんデー）は、2010年7月4日から2014年9月7日まで毎週日曜日18:56 - 19:58（JST）にテレビ朝日系列（ただしフルネット局のみ）で放送されていた情報バラエティ番組。ハイビジョン制作。通称は「シルシル」。
2008年10月8日から2011年9月28日まで毎週水曜日のネオバラエティ枠にて放送されていた『知って見て得する情報バラエティ シルシルミシル』についても当項で説明する。
以下、日曜に放送されていた『シルシルミシルさんデー』を「さんデー」、水曜に放送されていた『シルシルミシル』を「ネオバラ枠」と記載する。

## 概要
番組名は「青い鳥」のチルチルミチルと「知る」「見知る」をかけたもので、番組キャラクターに青い鳥とシルシル君（男の子）、ミシルちゃん（女の子）のキャラクターが使われている。
1つのテーマから3つ～4つの情報源を集め、検証する。例として、第1回の放送で検証したものを挙げる。
- カルチャースクールをテーマにすえると「バック転のカルチャースクールがある」との情報からそこに行き、どんな内容のスクールか実証する。
- また、パンというテーマで「ヤマザキ春のパンまつりの皿はめちゃめちゃ配られている」ことから、実際にマンションでどのくらいの皿があるか調べた。

しかし2008年12月3日放送分から番組での実質メインは後述の「企業特集」となっており、当初のメインだった上記の「シルシルミシル」は縮小されている。
ゴールデンスペシャルとして、2008年12月15日に『お初2時間スペシャル』が放送され、2009年10月7日と2010年3月31日には3時間スペシャルが放送された。

### シルシルミシルさんデー
2010年7月より日曜日19時に『シルシルミシルさんデー』を開始（所謂ゴールデンタイム進出）。当初は1クール（3カ月）のつなぎとして放送される予定だった。このため「ネオバラ枠」がそのまま維持され、事実上の週2回放送となった。月曜日の『もしものシミュレーションバラエティー お試しかっ!』、水曜日の『ナニコレ珍百景』、木曜日の『いきなり!黄金伝説。』と合わせて、テレビ朝日の19時枠にはネオバラエティ出身番組が週4本並び、さらに2010年10月からは土曜日に『お願い!ランキングGOLD』が始まり、2011年3月までアニメ番組を編成していた火曜と金曜を除き全て深夜から昇格したバラエティ番組になっていた。
開始当初は『スポーツLIVE』同様、出演者やナレーターが直後番組『大改造!!劇的ビフォーアフター』（第2シーズン。朝日放送制作）のクロスプログラムを行うことは無かったが、2010年8月8日放送分からは「この後は、『劇的ビフォーアフター』」という告知を行っている（2時間スペシャルの際は、「『劇的ビフォーアフター』」の部分を省略）。また、ほぼ1カ月に1回のペースで『ビフォーアフター』と交互に2時間の特番が組まれている。改編期になると、頻繁に当番組を休止する。
新聞の番組表には、文字数（10文字）の関係から「シルシルミシルさんデ」（「ー」が無い）とだけ表記していたが、同年8月より「シルシルミシル日曜!!」と表記している。「ネオバラ枠」では大人向けに「企業特集（居酒屋などの飲食チェーンやIT・通信メーカーなど）」、「広瀬Dプレゼンツロケ企画」、「朝丘雪路のTaxi Walker」、「すぐ調べる課」が主な企画、「さんデー版」では子供やファミリー層を中心とした内容を意識し、「企業特集（ファミレスなど家族向けの飲食チェーン、食品メーカーなど）」、「すぐ調べる課」、「AD堀君のお初店調査」が主な企画であるが、すべての企画が両方で放送される場合もある。
2010年10月からは、直前の日曜18:56枠のミニ番組が同年9月で廃止されたため、開始時刻を18:56に早め、4分拡大。2008年10月12日放送の『大胆MAP』（拡大SP）以来2年振りにテレビ朝日日曜19時枠の番組が18:56（正式開始時刻は18:57）開始となった。
2011年9月28日に水曜ネオバラエティ枠での放送は終了し、10月16日からは「シルシルミシルさんデー」へ一本化された。10月5日より水曜ネオバラエティ枠には『マツコ&有吉の怒り新党』が水曜1:21 - 1:51（火曜深夜）枠から移動する。なお、くりぃむしちゅーは10月から『怒り新党』の後番組である『SOFTくりぃむ』（水曜1:21 - 1:51〈火曜深夜〉）を担当するため、事実上の枠交換となる。
深夜版の『シルシルミシル』とは異なり、当番組の出演者は全編にわたってVTRを見ながらワイプでツッコミを入れるだけで、スタジオが映る時間は非常に短い。主にスタジオで食事をしているときのみスタジオ全体が映される。
2011年9月24日からはBS朝日で不定期に『シルシルミシルプレミアム』を放送している。こちらはバカリズムといとうせいこうが企業のトップと対談する内容となっている。
2012年後半からは、テレビ朝日の編成の方針により2時間以上のスペシャルで放送されることが非常に多くなり、特に2012年12月から2013年4月まで1時間番組として放送されたことは一度もなかった（このような体制は火曜・土曜も同様）。2013年の最初の通常放送は5月12日となる。
2013年5月19日は通常の放送時間帯にテレビ朝日・北海道テレビが『スーパーベースボール・北海道日本ハム対巨人』（両局の共同制作）を放送したが、本番組を休止とはしなかった。テレビ朝日では同年5月25日（土）15:25 - 16:28に臨時枠移動の上、『スペシャルサタデー・第3部1・シルシルミシルSP』として放送したが、北海道テレビでは編成の都合で同時ネットが不可能なため、テレビ朝日と同日に先行ネットした。『スーパーベースボール』の非ネット22局はいずれも同年5月19日の通常の放送時間帯にテレビ朝日からの裏送りで先行ネットした。この関係で、視聴者プレゼントの応募締め切りを通常より延長していた。
2013年8月25日と2014年5月25日は18:56-21:54まで3時間スペシャルを放送。後者は同日に「2014 AFC女子アジアカップ」決勝戦が行われ、日本代表が進出を決めた場合には「日曜エンタ・日曜洋画劇場」の枠で放送するが、試合開始が日本時間22時過ぎからなので、その放送を想定した時間調整が必要なため、あらかじめ3時間枠を取ったものである。
2013年9月8日は、2時間スペシャルを放送予定だったが、『IBAF 18U ベースボールワールドカップ2013決勝・日本×アメリカ』中継（18:56 - 21:54）に差し替えられることになった。
2013年11月10日は、当初2時間スペシャルを放送予定だったが、野球の侍ジャパンの強化試合『日本×台湾』中継（18:56 - 20:54）に差し替えられたため休止。当該回はテレビ朝日で同年11月23日（土）16:00 - 17:24の約1時間半に短縮する形式で放送された。
2014年度最初の放送の視聴率が極端に低かったことから、その後、長期に渡って放送されない状態が続いた。その代わりに「シルシルミシルさんデー特別編」と称して本来の内容と関係ないバラエティ系の企画がしばしば放送されるようになった。同年6月8日と同月15日の「特別版」は、共に1時間枠で放送されたが、1時間体制は2013年7月21日放送分以来。しかしこれは、直後の19:57より「第23回参議院議員通常選挙」の開票特別番組『選挙ステーション2013』が編成されたためであり、『ビフォーアフター』との2体制で放送されるのは、2013年6月9日放送分以来ちょうど1年ぶりである。「シルシルミシルさんデー」としてはその後、2回だけ放送されたが、本来の番組と「特別編」で行われた企画を組み合わせたものだった。
「特別編」として2014年5月25日と同年8月3日に放送された『オドロキ見たいテレビ びっくりぃむ』(半年後の2015年3月終了。なおこの番組は前述の通り半年間放送されたが、11回もの休止などを経たために結局計6回しか放送せず終了した)が同年10月より同枠でレギュラー化されることが決まり、4年余り続いた『シルシルミシルさんデー』は9月7日の2時間スペシャルをもって終了。これにより、6年間放送された「シルシルミシル」シリーズは完結した。

### 視聴率
「さんデー」は開始当初1桁台で苦戦していたが、徐々に数字を上げて概ね2桁台を推移するようになった。回によっては民放時間帯でトップに立つこともある。
以前放送されていた「ネオバラ枠」は11%前後（ビデオリサーチ調べ、関東地区・世帯。以下略）で推移していた。現時点で「さんデー」は後述の通り2011年2月6日放送の2時間SPで16.8%。「ネオバラ枠」の最高視聴率は2011年1月19日放送分で16.1%（放送当時ネオバラエティ枠歴代3位タイ）。

### 悪党シリーズ
- 2010年後半ごろからバスローブに葉巻、愛人をはべらせる悪人面の上田の似顔絵が表示され（主に聖飢魔IIの「悪魔組曲 作品666番 ニ短調より 序曲・心の叫び」の一節が流れる）、「悪の親玉」「インテリヤクザ」と称されるようになった。これはピン（単独）の司会業であくどく儲けているという上田いじり[注 7]を番組ぐるみで発展させたものである。2012年中盤ごろからは「天然パーマのゴリラ、略してパリラ」という呼称が使われるようになった。
- スタッフの取材がうまくいかない（企業秘密とされている部分などが明かされないなど）場合、「このまま帰ると上田が黙っていない」（相手が外国人の場合、「うちのボスはジャパニーズマフィアのシンヤウエダだ」）など、毎回必ず脅しの材料に使われる。脅された側は「分かったから、妻子だけは助けてくれ」などと命乞いするのもお約束。
- 2011年3月30日の放送以降、いとうせいこうが「上田を悪の道に陥れた黒幕」[注 8]として上田と一緒に悪党扱いされるようになった。イラストではバスローブや愛人などの特徴は上田と共通だが、濃い胸毛を生やしているのが特徴。2012年中盤ごろからは上田のパリラ同様「胸毛せいこう、略してムナセイ」と呼ばれている[注 9]。2011年10月23日の放送以降、しばらくは設楽も（相方・日村をボコボコにするミニコントが引用され）悪党扱いされていた。
- 「お菓子-1グランプリ」など工場の取材でたびたび見かけるレオン自動機の包あん機を、世界征服を企む悪党達による「悪のマシン」として扱う。その後、2011年8月21日の放送でレオン自動機の特集を行いフォローした。
- 上田の悪党キャラをさらに発展させ、政界進出まで目論む『全国ニッポン1視察』というコーナーが設けられた（後述）。
- 2012年4月8日以降は、上田の新しい宣材写真（上田をやや老け顔にCG処理した写真）が強面であったため、「イラストよりこっちの方が悪人っぽい」などとネタにされるようになった。
- これらのシリーズは視聴者からの反響が大きく、上述のイメージイラストなどを上田といとうの許可を得ずにグッズやPRに使うことがある。ある意味本来の番組マスコットである青い鳥・シルシル君・ミシルちゃん以上の「名物キャラクター」とも言える。
  - 2011年8月21日の放送で、イラストをプリントしたTシャツやクリアファイルが発売されていることが発表された[10]。現在でもオンラインショップや、東京キャラクターストリート・東京ソラマチなどにあるテレビ朝日のオフィシャルショップで購入可能。
  - 2011年10月26日発売の「週刊ザテレビジョン」にて上田・いとうによる表紙風のイラストが印刷されたクリアファイルが付録として付いた。裏には少女漫画の如く爽やかな有田が描かれた[注 10]。またイラストと同じポーズをとった上田といとうが巻頭グラビアを飾っている。
  - 後述する『全国ニッポン1視察』では、各都道府県の日本一商品とのコラボ商品がたびたび制作されており（ショウワノート本社がある富山県であれば「かねのもうじゃ学習帳」、ジーンズ生産量日本一の岡山県であれば「上田財閥ジーンズ」など）、番組終了後視聴者にプレゼントされる。

## 出演者
MC
- くりぃむしちゅー（有田哲平・上田晋也）

ご意見番（レギュラーパネラー）
- いとうせいこう

準レギュラー
- バナナマン（設楽統・日村勇紀）

レギュラー等の記載はないが出演機会が多いパネラー
- マツコ・デラックス（「さんデー」ではほぼすべての回に出演）
- 榊原郁恵（SPではほとんどの回に出演）
- よゐこ（濱口優・有野晋哉） - 2012年12月以降、次長課長の替わりに出演するようになった

リポーター（不定期）
- ウド鈴木（キャイ〜ン）「ピンキリ不動産」ほか
- 藤岡弘、「藤岡弘、探検隊」
- 具志堅用高「全国ニッポン1視察」ほか
- 内藤大助「全国ニッポン1視察」ほか
- 狩野英孝「全国ニッポン1視察」（自称・第一秘書）
- 飯尾和樹（ずん）「全国ニッポン1視察」
- 児嶋一哉（アンジャッシュ）「全国ニッポン1視察」
- 篠原ともえ「全国ニッポン1視察」
- 佐々木健介・北斗晶ファミリー「クーポン使いまくり夫婦」ほか（北斗はまれにスタジオ出演もある）
- レッド吉田（TIM）ファミリー
- あき竹城「家政婦のアキ」ほか
- 大久保佳代子（オアシズ）「アレっていらないんじゃないの?」「疑い人間ベム」ほか
- 馬場園梓（アジアン）
- 新日本プロレスの選手たち[注 11]
- アニマル浜口夫婦・京子ファミリー
- 木の実ナナ「企業パトロール」
- ハイヒールモモコ「企業パトロール」
- 辰巳琢郎 - 食べ物に関する企画で、味が悪いということもはっきり言う「辰巳ガチ郎」として出演。

ほか、企画名と無理やり語呂合わせしたタレント
など
ナレーション
- バカリズム
- 宇和川恵美
- 角田晃広（東京03）「アレっていらないんじゃないの?」

## 過去の出演者
準レギュラー
- 次長課長（河本準一・井上聡） - 2012年11月25日以来出演がなくなったため事実上そのまま降板となった。この年の4月に発覚した河本の生活保護費の不正受給問題が発覚してからレギュラー番組を降板することが増えており、当番組においてもそれが降板の理由とも考えられる。
- 東京03（河本の休業中から準レギュラー）

リポーター
- 堀雅哉（当番組AD、グルメリポーター）
- 権田祐輔（同上）

ナレーション
- 大木優紀
- 吉川未来（2010年10月〜）

アシスタント
- 田中優夏

## ゴールデンタイムスペシャル (シルシルミシル)
| 放送日         | 放送時間            | タイトル                                        | 備考                                              |
| -------------- | ------------------- | ----------------------------------------------- | ------------------------------------------------- |
| 2008年12月15日 | 19時00分 - 20時54分 | シルシルミシル お初2時間スペシャル              |                                                   |
| 2009年10月07日 | 19時00分 - 21時48分 | シルシルミシル 強力版すごく調べましたスペシャル | 通常枠での放送も行ったため、計4時間の放送となる。 |
| 2010年03月31日 | 19時00分 - 21時48分 | シルシルミシル3時間スペシャル                   | 通常枠での放送も行ったため、計4時間の放送となる。 |
| 2010年10月06日 | 19時00分 - 21時48分 | シルシルミシル3時間スペシャル                   | 通常枠での放送も行ったため、計4時間の放送となる。 |

## ネット局

### シルシルミシルさんデー
2012年10月現在
| 放送対象地域   | 放送局                                           | 系列           | 放送時間           | 遅れ       |
| -------------- | ------------------------------------------------ | -------------- | ------------------ | ---------- |
| 関東広域圏     | テレビ朝日 (EX) 「シルシルミシルさんデー」制作局 | テレビ朝日系列 | 日曜 18:56 - 19:58 | 制作局     |
| 北海道         | 北海道テレビ (HTB)                               | テレビ朝日系列 | 日曜 18:56 - 19:58 | 同時ネット |
| 青森県         | 青森朝日放送 (ABA)                               | テレビ朝日系列 | 日曜 18:56 - 19:58 | 同時ネット |
| 岩手県         | 岩手朝日テレビ (IAT)                             | テレビ朝日系列 | 日曜 18:56 - 19:58 | 同時ネット |
| 宮城県         | 東日本放送 (KHB)                                 | テレビ朝日系列 | 日曜 18:56 - 19:58 | 同時ネット |
| 秋田県         | 秋田朝日放送 (AAB)                               | テレビ朝日系列 | 日曜 18:56 - 19:58 | 同時ネット |
| 山形県         | 山形テレビ (YTS)                                 | テレビ朝日系列 | 日曜 18:56 - 19:58 | 同時ネット |
| 福島県         | 福島放送 (KFB)                                   | テレビ朝日系列 | 日曜 18:56 - 19:58 | 同時ネット |
| 新潟県         | 新潟テレビ21 (UX)                                | テレビ朝日系列 | 日曜 18:56 - 19:58 | 同時ネット |
| 長野県         | 長野朝日放送 (abn)                               | テレビ朝日系列 | 日曜 18:56 - 19:58 | 同時ネット |
| 静岡県         | 静岡朝日テレビ (SATV)                            | テレビ朝日系列 | 日曜 18:56 - 19:58 | 同時ネット |
| 石川県         | 北陸朝日放送 (HAB)                               | テレビ朝日系列 | 日曜 18:56 - 19:58 | 同時ネット |
| 中京広域圏     | 名古屋テレビ放送 (メ〜テレ/NBN)                  | テレビ朝日系列 | 日曜 18:56 - 19:58 | 同時ネット |
| 近畿広域圏     | 朝日放送 (ABC)                                   | テレビ朝日系列 | 日曜 18:56 - 19:58 | 同時ネット |
| 広島県         | 広島ホームテレビ (HOME)                          | テレビ朝日系列 | 日曜 18:56 - 19:58 | 同時ネット |
| 山口県         | 山口朝日放送 (yab)                               | テレビ朝日系列 | 日曜 18:56 - 19:58 | 同時ネット |
| 香川県・岡山県 | 瀬戸内海放送 (KSB)                               | テレビ朝日系列 | 日曜 18:56 - 19:58 | 同時ネット |
| 愛媛県         | 愛媛朝日テレビ (eat)                             | テレビ朝日系列 | 日曜 18:56 - 19:58 | 同時ネット |
| 福岡県         | 九州朝日放送 (KBC)                               | テレビ朝日系列 | 日曜 18:56 - 19:58 | 同時ネット |
| 長崎県         | 長崎文化放送 (NCC)                               | テレビ朝日系列 | 日曜 18:56 - 19:58 | 同時ネット |
| 熊本県         | 熊本朝日放送 (KAB)                               | テレビ朝日系列 | 日曜 18:56 - 19:58 | 同時ネット |
| 大分県         | 大分朝日放送 (OAB)                               | テレビ朝日系列 | 日曜 18:56 - 19:58 | 同時ネット |
| 鹿児島県       | 鹿児島放送 (KKB)                                 | テレビ朝日系列 | 日曜 18:56 - 19:58 | 同時ネット |
| 沖縄県         | 琉球朝日放送 (QAB)                               | テレビ朝日系列 | 日曜 18:56 - 19:58 | 同時ネット |

#### ネット局に関する備考
- 上記ネット局には含まれていない福井放送（FBC・日本テレビ系列優先のクロスネット局）は、過去に放送実績がないにもかかわらず、テレビ朝日系列で2011年1月9日に放送されたスペシャルを1回のみ放送されている（2011年2月10日（木）1:35 - 4:14〈9日深夜〉に放送。ただし字幕放送は無し）。
- 山陰放送では、さんデー2時間スペシャルを本来ネオバラ遅れ枠の木曜19:00 - 20:00を拡大し、19:00 - 20:54で放送したことがある。ただし新聞などのラテ欄では「さんデー」を外し、「シルシルミシル2時間スペシャル」として放送した。また、2011年11月20日放送分のルタオを特集した回は、約1カ月後の木曜19:00 - 20:00に放送した。また、不定期で放送することがある。

### シルシルミシル
2011年9月まで
| 放送対象地域   | 放送局                           | 系列           | 放送時間                      | 遅れ          |
| -------------- | -------------------------------- | -------------- | ----------------------------- | ------------- |
| 関東広域圏     | テレビ朝日（EX）                 | テレビ朝日系列 | 水曜 23:15 - 0:15             | 同時ネット    |
| 北海道         | 北海道テレビ（HTB）              | テレビ朝日系列 | 水曜 23:15 - 0:15             | 同時ネット    |
| 青森県         | 青森朝日放送（ABA）              | テレビ朝日系列 | 水曜 23:15 - 0:15             | 同時ネット    |
| 岩手県         | 岩手朝日テレビ（IAT）            | テレビ朝日系列 | 水曜 23:15 - 0:15             | 同時ネット    |
| 宮城県         | 東日本放送（KHB）                | テレビ朝日系列 | 水曜 23:15 - 0:15             | 同時ネット    |
| 秋田県         | 秋田朝日放送（AAB）              | テレビ朝日系列 | 水曜 23:15 - 0:15             | 同時ネット    |
| 山形県         | 山形テレビ（YTS）                | テレビ朝日系列 | 水曜 23:15 - 0:15             | 同時ネット    |
| 福島県         | 福島放送（KFB）                  | テレビ朝日系列 | 水曜 23:15 - 0:15             | 同時ネット    |
| 新潟県         | 新潟テレビ21（UX）               | テレビ朝日系列 | 水曜 23:15 - 0:15             | 同時ネット    |
| 長野県         | 長野朝日放送（abn）              | テレビ朝日系列 | 水曜 23:15 - 0:15             | 同時ネット    |
| 静岡県         | 静岡朝日テレビ（SATV）           | テレビ朝日系列 | 水曜 23:15 - 0:15             | 同時ネット    |
| 石川県         | 北陸朝日放送（HAB）              | テレビ朝日系列 | 水曜 23:15 - 0:15             | 同時ネット    |
| 中京広域圏     | 名古屋テレビ放送（メ〜テレ/NBN） | テレビ朝日系列 | 水曜 23:15 - 0:15             | 同時ネット    |
| 広島県         | 広島ホームテレビ（HOME）         | テレビ朝日系列 | 水曜 23:15 - 0:15             | 同時ネット    |
| 山口県         | 山口朝日放送（yab）              | テレビ朝日系列 | 水曜 23:15 - 0:15             | 同時ネット    |
| 香川県・岡山県 | 瀬戸内海放送（KSB）              | テレビ朝日系列 | 水曜 23:15 - 0:15             | 同時ネット    |
| 愛媛県         | 愛媛朝日テレビ（eat）            | テレビ朝日系列 | 水曜 23:15 - 0:15             | 同時ネット    |
| 福岡県         | 九州朝日放送（KBC）              | テレビ朝日系列 | 水曜 23:15 - 0:15             | 同時ネット    |
| 長崎県         | 長崎文化放送（NCC）              | テレビ朝日系列 | 水曜 23:15 - 0:15             | 同時ネット    |
| 熊本県         | 熊本朝日放送（KAB）              | テレビ朝日系列 | 水曜 23:15 - 0:15             | 同時ネット    |
| 大分県         | 大分朝日放送（OAB）              | テレビ朝日系列 | 水曜 23:15 - 0:15             | 同時ネット    |
| 鹿児島県       | 鹿児島放送（KKB）                | テレビ朝日系列 | 水曜 23:15 - 0:15             | 同時ネット    |
| 沖縄県         | 琉球朝日放送（QAB）              | テレビ朝日系列 | 水曜 23:15 - 0:15             | 同時ネット    |
| 近畿広域圏     | 朝日放送（ABC）                  | テレビ朝日系列 | 木曜 0:30 - 1:32 （水曜深夜） | 1時間15分遅れ |
| 富山県         | 北日本放送（KNB）                | 日本テレビ系列 | 土曜 15:30 - 16:30            | 遅れネット    |
| 鳥取県・島根県 | 山陰放送（BSS）                  | TBS系列        | 木曜 19:00 - 20:00            | 遅れネット    |
| 高知県         | テレビ高知（KUTV）               | TBS系列        | 火曜 0:56 - 1:56 （月曜深夜） | 遅れネット    |

#### ネット局に関する備考
- 朝日放送は深夜番組レーベル・ナイトinナイト枠確保のため依然時差ネットを行っている。
- 2009年9月までネオバラエティ枠がローカルセールス枠であったため、メ〜テレが2分遅れの23:17からの時差放送を行っていたが、2009年10月にネットワークセールス枠への移行とともに同時ネットに切り替えた。
- 2009年9月まで30分遅れの23:45から放送されていた北海道テレビは、2009年10月からメ〜テレと同様に同時ネットに切り替えられたものの、2011年3月2日からは『水曜どうでしょう』新作の放送に伴い、再度23:45からの時差放送となっていたが、同年5月18日からは再度同時ネットに切り替えた。
- 北日本放送では2010年9月18日から放送開始。
- 山陰放送では2011年4月28日から放送開始。2011年3月までは不定期放送。
- テレビ高知では2010年3月までは不定期放送。2010年4月から9月までは水曜19:00 - 20:00に放送されていた。2010年10月から現在の日時。

## スタッフ
現在
- 構成：渡辺真也、町田裕章、興津豪乃、樅野太紀、矢野了平、深田憲作
- 編成：高橋正輝（一時離脱→復帰）、西岡佐知子
- 宣伝：高橋夏子
- デスク：川名佳菜
- リサーチ：オフィス・トゥー・ワン
- AP：三藤豊、山北剛士、吉田奈央、西野絵梨香
- AD：雨宮智史、堀雅哉
- ディレクター：藤本達也、亀田剛、松木大輔、広瀬陽一、増田哲英、井上圭、秋山秀人、野上貢、中西正太、土井功輔、大野剛史、中村いずみ、北嶋浩久、森田惇、近藤正紀（以前はAD）、新田良太、鈴木章浩、川崎敬、鷹中亮介、川岸昌嗣
- チーフディレクター：小田隆一郎
- プロデューサー：畔柳吉彦、松野良紀、佐宗威史
- ゼネラルプロデューサー：藤井智久
- 技術協力：テイクシステムズ、IMAGICA
- ロケ技術：スウィッシュ・ジャパン
- 美術協力：テレビ朝日クリエイト
- 協力：東京オフラインセンター、アフロ、ビデオ・パック・ニッポン
- 制作著作：テレビ朝日

過去
- ナレーション：大木優紀（テレビ朝日アナウンサー）（開始当初〜2010年10月）、吉川未来（2010年10月〜）
- 構成：北本かつら、今関ちなつ、藤原昭彦、高木美嘉
- 編成：村上浩一、寿崎和臣、吉村周、池田佐和子
- 広報：井上裕子
- デスク：岩野美保、中川千波、原利加子
- AP：冨澤有人、桑田友紀
- AD：花塚増央
- ディレクター：堀池勝法、古賀光輝、寺野慎一郎、渡辺浩則、松本博樹、武田治、吉田真人、内田雅行、宮本大輔、佐藤真吾、山内智未、福元洋之、井上洋一、佐藤誠二、有馬巨人、水元とおる、田中竜登、大保大輔　ほか
- プロデューサー：鈴木忠親、瀬戸口修、松本能幸、相馬恵美
- 協力：オフィスケイ

## 関連文献
- 「とってもおいしいです 〜食べ歩きAD堀くんのご当地グルメお初店ガイド 東京編〜」（2010年2月3日発売、泰文堂）